# 鄧律敦治
鄧傑沙·傑汗智·律敦治，CBE，JP[?]（1903年7月10日—1974年7月28日），世稱鄧律敦治（Dhun Ruttonjee），香港帕西商人、慈善家和政治家，1953年至1968年擔任立法局非官守議員，任內於1962年至1968年任該局首席非官守議員。
鄧律敦治早年受教於聖若瑟書院和香港大學，曾經在華工作，其後返回香港協助打理父親的洋酒進出口貿易和房地產業務。鄧律敦治的父親J·H·律敦治也是慈善家，兩人在香港淪陷期間積極接濟印度社群，1944年更曾因從事反日活動遭日軍拘捕下獄，期間受盡折騰，到1945年香港重光後始獲釋放。二戰過後，鄧律敦治的父親在1948年參與創立香港防癆會，其後又分別於1949年、1956年和1957年斥資創立律敦治療養院、傅麗儀療養院和葛量洪醫院。鄧律敦治對其父的公益慈善事業也十分支持，並在父親於1960年逝世後擔任律敦治療養院和葛量洪醫院等院所的管治委員會主席，以及在1964年至1974年出任防癆會主席。
鄧律敦治在二戰後也十分積極參與社會事務，除了立法局的工作，他曾自1950年至1957年出任市政局非官守委任議員。在立法局內，鄧律敦治敢於批評時政，涉及的民生議題包括教育、醫療和房屋等各方面。此外，他對於香港的政制發展也有不少看法，但當中不少意見未獲當局採納，而有一些構思則要到多年以後才得到實踐。六七暴動期間，鄧律敦治多番嚴辭斥責左派滋事份子，而且是最早在亂事中公開支持港府的人士之一。為肯定他歷年來擔任社會公職和公益慈善方面的表現，他曾經多番獲得英廷授勳，並在1969年獲母校香港大學頒授榮譽法學博士學位。

## 生平

### 家族背景

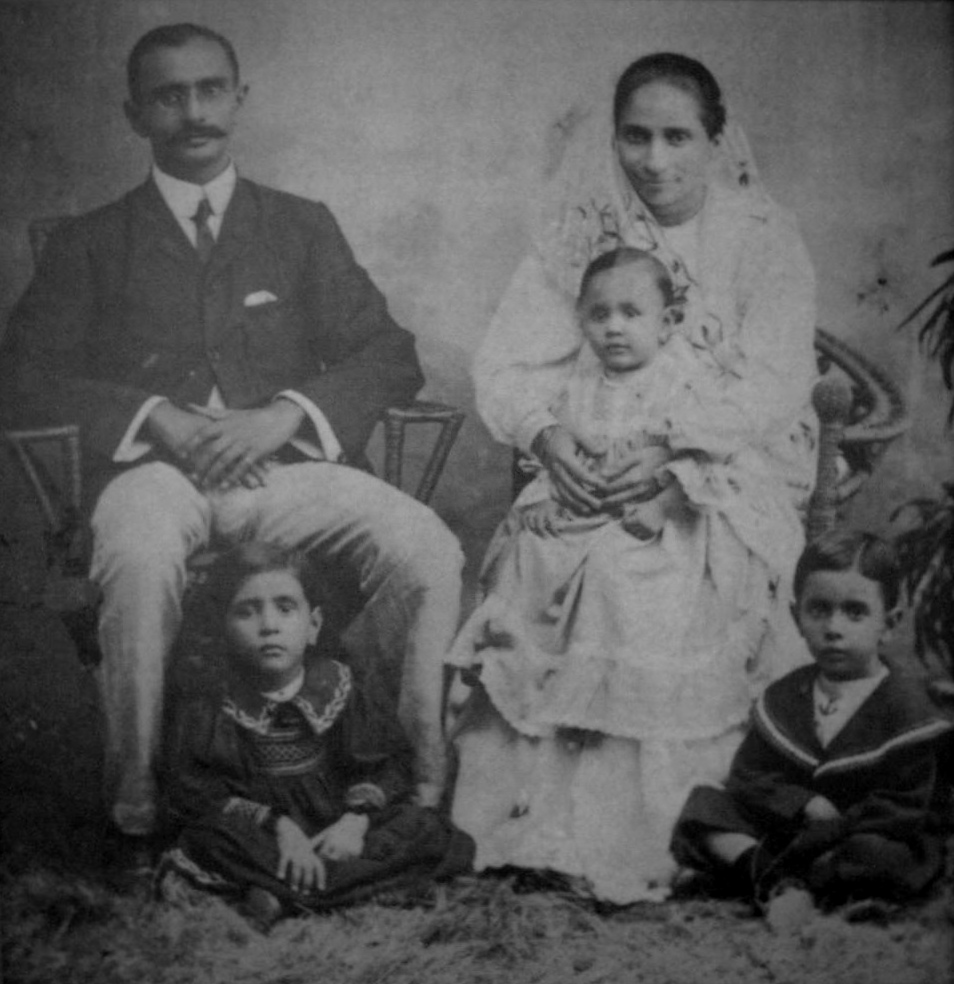
律敦治全家幅，坐椅者分別為J·H·律敦治及其夫人，鄧律敦治於圖中右一，律敦治夫人手抱的女嬰是其次女蒂美，坐在地上的女童是長女科雪芙，攝於1908年

鄧律敦治是帕西人，1903年7月10日生於香港。他的家族世代信奉祆教，先世為逃避伊斯蘭教的宗教迫害而隨其他祆教徒從波斯（伊朗前身）移居印度半島西部。鄧律敦治的家族原本族居於印度孟買，直到其祖父賀穆士治·律敦治（Hormusjee Ruttonjee）為尋找商機而在1884年遷居香港，並創辦律敦治父子洋酒行（J. Ruttonjee & Son），在當地經營洋酒進出口貿易業務。
鄧律敦治的父母分別名叫傑汗智·賀穆士治·律敦治（Jehangir Hormusjee Ruttonjee，1880年－1960年）和巴努·傑汗智·律敦治（Banoo Jehangir Ruttonjee，1884年－1972年），前者是香港的帕西社群領袖和慈善家，1948年參與創立香港防癆會、1949年捐鉅款創立律敦治療養院。
鄧律敦治在家中排行最大，另有三名胞妹，分別名叫科雪芙·律敦治（Khorshev Ruttonjee）、蒂美·律敦治（Tehmi Ruttonjee，1907年－1944年）和傅麗儀·律敦治（Freni Ruttonjee，？－1952年）。蒂美於1925年嫁給魯斯圖姆·艾都治·荻茜（Rustom Eduljee Desai，1895年－1985年），兩人育有一女，名叫維拉·律敦治-荻茜（Vera Ruttonjee-Desai，1926年－2014年）；至於傅麗儀則於1945年嫁給父親的其中一名姪兒勞士·施羅孚（Rusy Shroff，1917年－2017年）。然而，蒂美在1944年因肺癆病逝，而傅麗儀也在1952年因癌症病逝，兩人的逝世都對鄧律敦治之父構成很大打擊。
此外，鄧律敦治的父親早年也收養了兩名姪兒和一名姪女，分別是勞士·施羅孚（即後來傅麗儀的丈夫）、拜吉·施羅孚（Beji Shroff）和米妮·施羅孚（Minnie Shroff），三人的父親在一次颱風吹襲期間遇上海難身亡。

### 商業生涯
鄧律敦治早年受教於聖若瑟書院，畢業後升讀香港大學修讀文學士（B.A.）學位，但未及畢業便於1927年決定隻身前往中國上海和華北經商。在滬期間，他最初經營洋酒和啤酒生意，後來跟隨擁有利記洋行（Lalcaca, B. P.）的著名帕西企業家巴普傑·利卡卡（Bapuji Lalcaca）從事外匯交易經紀業務，一直到1940年才返回香港加入家族的律敦治洋酒行營商，由低做起。然而，翌年12月日軍侵略香港，香港旋於12月25日淪陷，標誌著三年零八個月的日治時期展開，對洋行的業務構成重大打擊。淪陷期間，律敦治父子除了接濟居港印度人，又在家中收容了差不多整個帕西社群，而且還暗中幫助不少被囚的印籍英兵和其他英軍戰俘，把食物偷運進監獄內。1944年，兩父子的活動被日軍憲兵隊揭發，迅即遭拘捕下獄前後九個月，期間受盡日軍折磨，及後經日方審訊，兩人再被指從事反日活動而被判監五年，到1945年8月香港重光後始從赤柱監獄獲釋。
大戰過後，鄧律敦治輔助父親重整家族的洋酒貿易和房地產業務，歷任經理等職，當父親在1960年逝世後，他遂接替父親分別成為律敦治洋酒行和律敦治置業有限公司的董事會主席。此外，鄧律敦治在1970年獲印商凌納文（Lachman Narain）邀請加入以銷售洋服和經營郵購業務聞名的大利有限公司（Tajmahal's Limited）出任董事長一職，任內他協助公司於同年在香港證券交易所上市，並進軍房地產業務，促成公司隨後於1972年進一步重組成為大利企業有限公司。
憑藉其從商背景，鄧律敦治是香港出口商會成員，並且與代表香港印度社群的香港印度協會和香港印度商會關係密切。他的進出口貿易背景也得到香港政府的注意，戰後初年就獲得委任為港府貿易諮詢委員會委員，多次參與港府的貿易代表團到訪世界各地；當中，他曾於1959年代表港府率領貿易代表團到澳洲墨爾本參加商品展覽會，其後還到布里斯班出席聯合國亞洲及遠東經濟委員會會議。香港貿易發展局於1966年成立後，他進一步獲港府委任為該局副主席，任內於1968年率領貿發局代表團出席西德時裝周，至1970年卸任。

### 慈善公益

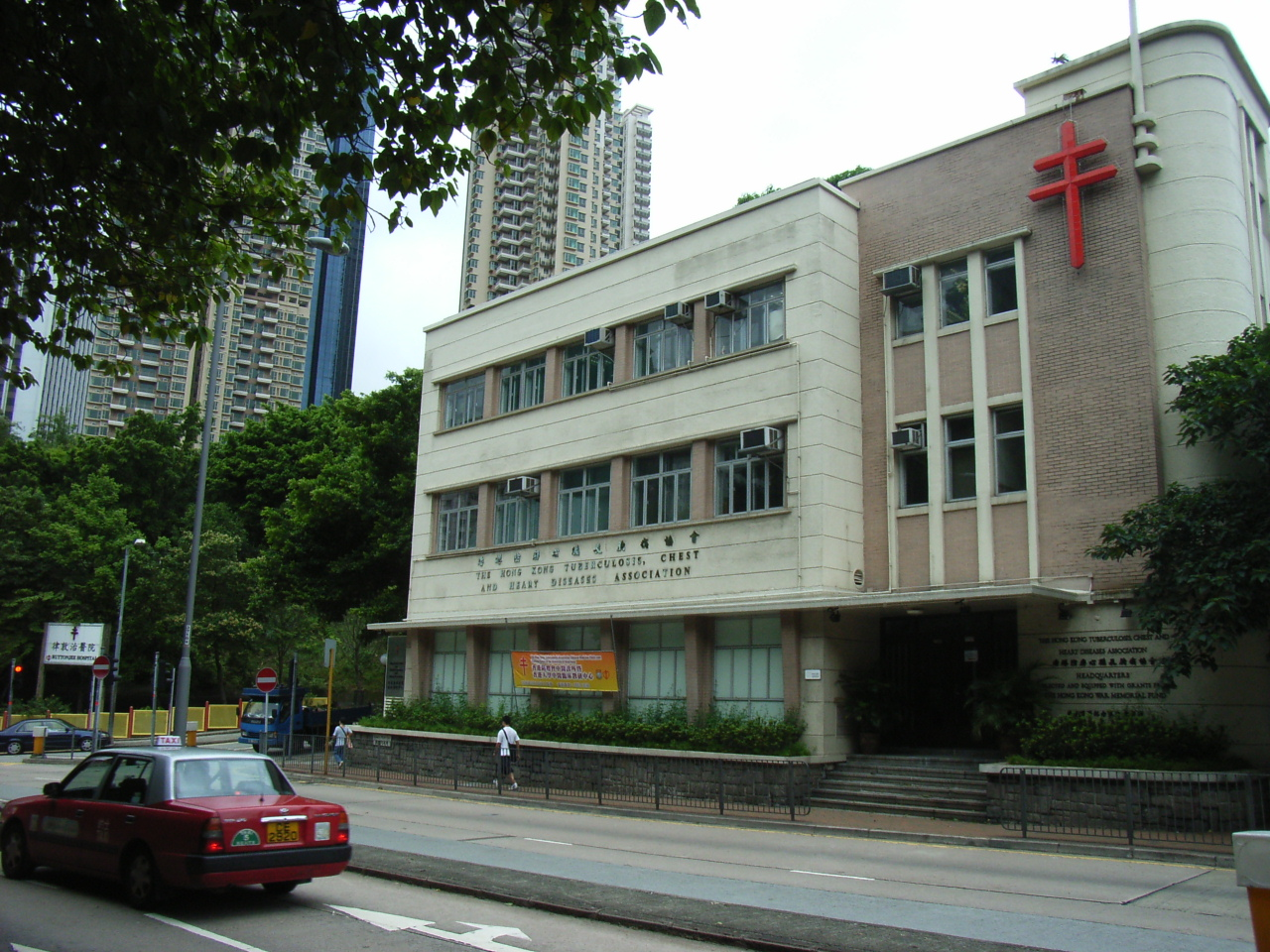
鄧律敦治曾於1964年至1967年任香港防癆會（1967年改稱香港防癆及胸病協會）主席

鄧律敦治的父親有鑑於香港肺結核病情在二戰前後肆虐，再加上為了紀念在1944年同樣因為肺結核而病逝的次女蒂美，因此他在1948年聯同周錫年、顏成坤、岑維休、賓臣和李耀祥等中外士紳成立香港防癆會，向大眾宣揚預防肺結核的重要性。1949年、1956年和1957年，由其父捐款興建的律敦治療養院、傅麗儀療養院和葛量洪醫院分別落成啟用。律敦治療養院是香港首家專門治療肺結核病的院所；並由傅麗儀療養院專門照顧肺結核病康復者；而葛量洪醫院則是一所胸肺科專科醫院，其中，傅麗儀療養院是律敦治為了紀念1952年因癌病逝世的幼女傅麗儀而興建的。
鄧律敦治也積極支持父親的慈善公益事業，他除了自防癆會成立後出任該會董事外，又分別出任律敦治療養院及葛量洪醫院等院所的管治委員會委員。1960年父親逝世後，他還接替父親出任兩家院所的管治委員會主席。1964年，他進一步接替賓臣出任防癆會主席，任內多番支持防癆會的籌款和賣旗工作，以及於1967年把協會改名為香港防癆及胸病協會。憑藉其從事防癆慈善工作的多年經驗，鄧律敦治也曾任世界復康基金會香港顧問委員會主席，並且於1966年當選國際復康會國際委員會委員，其後他於1968年出任太平洋區復康會議籌備委員會主席，負責籌辦在港召開的泛太平洋復康會議，並在後來會議舉行期間向各界人士提倡聘用殘疾人士就業。
鄧律敦治多年來支持香港防癆會、律敦治療養院、傅麗儀療養院和葛量洪醫院的發展，歷年累積捐款不下百萬港元，而且他還每年例必捐出一筆善款支持慈善公益，受惠者均以華人為主。為肯定他在推動防癆方面的工作，英國心臟及胸病協會（Chest and Heart Association of Great Britain）在1967年向鄧律敦治授予英聯邦榮譽獎（Commonwealth Award of Honour），並由時任香港總督戴麟趾爵士在港督府代為頒授。1973年10月，他更獲羅馬天主教會頒授聖西物斯德爵級司令勳章，是罕有獲勳的非天主教徒，以表揚他在慈善公益方面的工作。

### 公職生涯
在慈善公益事業以外，鄧律敦治自二次大戰結束後還積極參與公共事務，並早自1947年分別獲港府奉委非官守太平紳士和後備警察隊（1957年起改稱香港輔助警察隊）特別警司。同時間，鄧律敦治在1950年5月獲港府奉委市政局非官守委任議員，1954年香港屋宇建設委員會成立後，又兼任當然委員。他在市政局一任七年，到1957年3月告退。此外，他獲港府於1954年委任為交通諮詢委員會委員，另外又歷任港府教育委員會委員、學生保健服務委員會委員和香港國殤紀念基金委員會委員等職。他曾擔任的其他非官方公職還包括香港平民屋宇有限公司董事、香港童軍總會副會長、代表華南地區帕西社群的省港澳瑣羅亞斯德教慈善基金主席、以及在1958年至1959年擔任香港紅十字會第四會長。1961年起，他還進一步獲母校邀請出任香港大學校董和港大校務委員會委員。
另一方面，鄧律敦治作為香港的印度社群領袖，而且又具中西人脈網絡，因此在沒有對手的情況下，成功於1953年3月獲其他太平紳士推選為立法局非官守議員，以填補局內的唯一一個太平紳士議席，其後他更於1956年以60票對50票擊敗馮秉芬成功連任。1959年，他放棄立法局內的太平紳士議席，但旋獲時任港督柏立基爵士透過直接委任的方式留任非官守議員，1962年進一步按資歷成為了立法局首席非官守議員，一直到1968年才卸下該局的工作。鄧律敦治在立法局任職前後15年，一度是二戰後在任時間最長的立法局議員，期間他活躍於該局財務委員會，又曾任該局人事編制小組委員會主席等職。此外，鄧律敦治曾於1965年5月至8月暫代離港休假的羅理基醫生擔任行政局非官守議員一職。
在立法局內，鄧律敦治對教育、醫療和房屋等民生議題尤其關心，並且敢於發言批評時政和提出不少意見，例如曾在1962年提出對新落成樓宇實施租金管制，讓市民在可負擔的水平下租住物業。在醫療事務方面，他多番在局內批評香港的公立醫療服務不足，又抨擊醫生對貧病者態度傲慢，另外又曾建議港府透過執業考試認可來自中國大陸等地的非本地和非英聯邦註冊西醫，從而解決當時專科西醫不足的問題。不過，他對於醫療事務方面的一些意見卻引起過輿論反響，例如他曾在1966年建議東華三院旗下醫院對有能力負擔的病人酌量收費，結果被輿論大力反對，擔心建議會把貧苦大眾摒棄於門外。

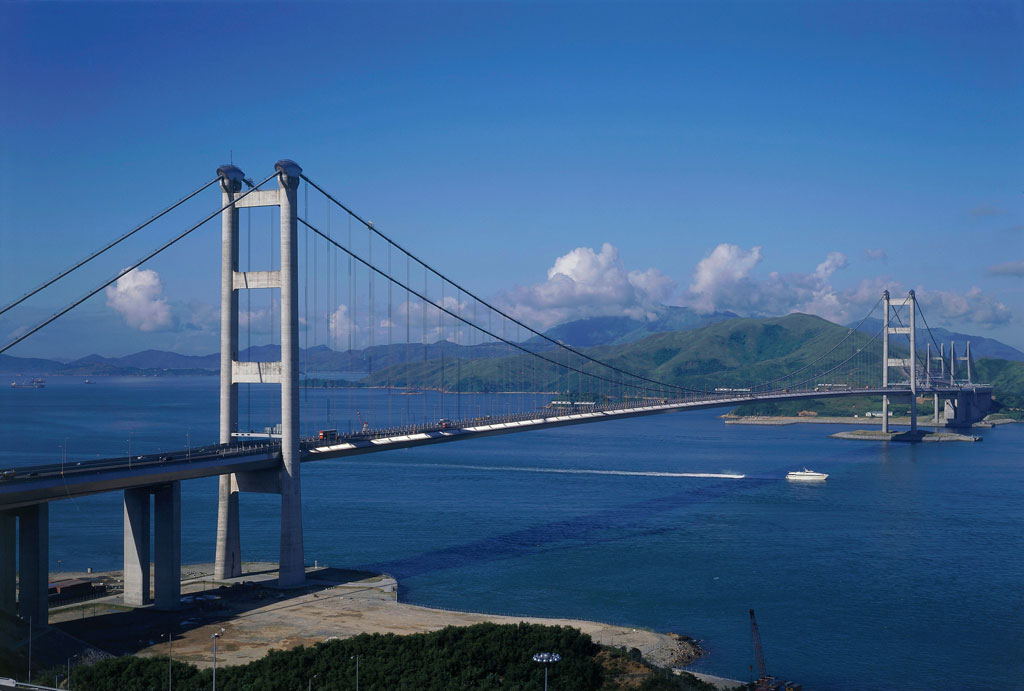
鄧律敦治早於1967年已提出要興建跨海大橋連接大嶼山和市區。圖為1997年通車的青馬大橋

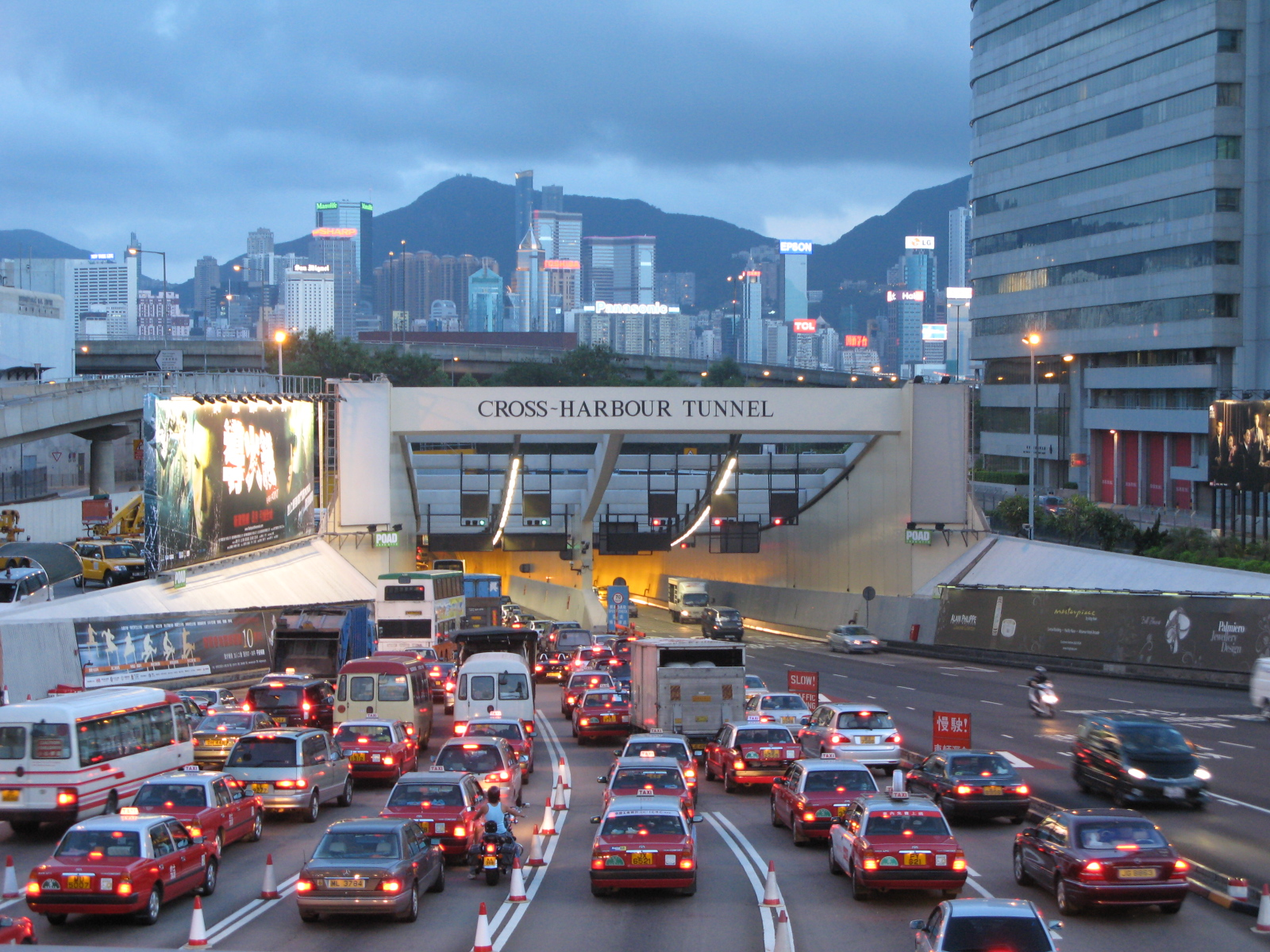
1966年，鄧律敦治以港府做法過於倉促為理由，在立法局反對港府批出紅磡海底隧道的專營權，成為當年辯論唯一一位投反對票的議員

至於在教育事務方面，本身是港府教育委員會委員的鄧律敦治連同本地紳商利銘澤和教育家馬儀英博士等人，曾於1964年1月獲港府委任為教育報告書工作委員會委員，負責對《馬殊及森遜報告書》的建議作出深入研究和檢討。在此以前，港府曾於1963年初委託馬殊及森遜委員會（Marsh-Sampson Commission）對香港教育展開全面檢討。而教育報告書工作委員會經過前後一年的研究後，在1965年1月完成和向港府提交報告書，促成港府於1965年4月發表《教育政策白皮書》，為日後的教育政策訂下基本方針，當中較重要的舉措包括建議盡早推行普及小學教育，以及推翻之前數年落實的「唐露曉計劃」，以便重新推行六年制小學學制等。後來，鄧律敦治提倡以職業訓練學校、專上學院和大學作為中學生的三大升學選擇。1971年，他又曾經建議政府強化對青少年提供的培訓和所需的教學設施，並提出在每個徙置屋邨都提供一個設備齊全的社區中心，以迎合年青人的需要。
鄧律敦治在立法局也發表過不少具前瞻性的言論，當中計有在1966年促請政府早日重新發展金鐘海軍船塢以促進旅遊業，以及在1967年提出開發大嶼山，並建議興建連接北大嶼山、馬灣和青山的跨海大橋，把大嶼山打造成新的旅遊景點。無獨有偶，金鐘海軍船塢後來的確在1980年代重新發展成為地鐵金鐘站和商業中心區，至於北大嶼山則於1990年代開發為新市鎮，而連接北大嶼山和青衣的青馬大橋和汲水門大橋則在1997年通車，儘管大橋並不連往青山，但也與鄧律敦治當年的構思相差無幾。然而，在興建紅磡海底隧道的議題上，鄧律敦治於1966年卻以港府做法過於倉促為理由，反對把海底隧道的30年專營權發給由匯豐銀行、會德豐及和記洋行合組的香港隧道有限公司，並成為當年辯論唯一一位投反對票的議員。雖然如此，海底隧道仍舊在1969年動工興建，並在1972年通車，從此海底隧道取代渡海小輪成為往返九龍和香港島更快捷方便的選擇，而海底隧道的專營權則於1999年屆滿後被港府收回。
除了民生議題，鄧律敦治對於香港的政制發展也有不少看法。1965年，他率先提出議員應該受薪，認為這樣才能夠吸引社會不同階層的人士，特別是來自基層的人士，花時間到議會議事而不影響日常生計。不過，當時社會普遍認為議員有為民請命的義務，所以其建議沒有被當局採納。多年以後，時任港督麥理浩爵士終於在1976年引入議員薪津制度，並委任了出身草根階層的王霖為立法局首位代表基層勞工的議員，從此議員可以領取津貼，用於租用辦事處和聘請議員助理等用途。同時，鄧律敦治曾在1965年建議港府改革政制，指出香港應仿傚其他前英國殖民地儘早引入民主政制，並敦促港府加快公務員本地化，由本地人出任政府部門首長。這些建議同樣要經過多年醞釀，隨著港府在1980年代開始引入代議政制和加速公務員本地化，才算是得到較為正面的回應。
鄧律敦治在任立法局首席非官守議員後期，正值中國大陸於1966年爆發文化大革命，見證香港局勢日益不穩。香港除了在1966年發生天星小輪加價事件以外，還在翌年因為一宗勞資糾紛，爆發持續多時的六七暴動。暴動期間，在文革風潮席捲香港的情況下，左派滋事份子自1967年5月開始與警方發生多場衝突，左派團體更成立「港九各界同胞反對港英迫害鬥爭委員會」（簡稱「鬥委會」），以「反英抗暴」為號召挑戰港府，對港府的管治構成威脅。5月22日，鄧律敦治率先以嚴辭斥責左派滋事份子影響大眾生活，成為最早譴責暴動和公開支持港府的人士之一。同年7月8日，中港邊境發生沙頭角槍戰，事件中有中國民兵突襲駐守邊防的香港警察，造成三名華籍和兩名巴基斯坦籍警務人員殉職。事後，鄧律敦治於翌日親身慰問三名殉職華警親屬，其後又赴新界探望殉職巴籍警員家屬，對警方給予公開支持。後來，左派滋事份子在全港多處地方放置多枚真假炸彈，波及普通市民，期間鄧律敦治再次予以強烈譴責，並嘗言「滋事份子在失敗前必然會採取更卑污的手段企圖動搖港府管治」，但認為港府最終必能克服困難。鑑於香港的左派暴動缺乏市民支持，再加上中國大陸的文革風潮愈演愈烈，為免出現反效果，時任中華人民共和國國務院總理周恩來在1967年12月向香港的左派陣營下達命令停止「反英抗暴」，擾攘香港近七個月的六七暴動才告全面平息。
六七暴動過後，鄧律敦治有感於港府有必要透過有效的渠道處理市民申訴，從而避免民怨積累，於是在1968年接受國際人權組織司法組織香港分會（Hong Kong Branch of Justice）邀請，研究設立「冤情大使」，探討由獨立人士負責處理市民對政府部門和官員的投訴。可是，港府卻選擇在1969年推出民政主任計劃，透過在各區設立民政專員一職加強港府與地區的聯繫和協調各部門的運作，設立「冤情大使」的建議沒有得到港府採納。一直到1989年，港府成立了行政事務申訴專員公署（1994年改稱申訴專員公署），當年鄧律敦治等人提出「冤情大使」的構思才終於在香港得到實踐。1968年6月，鄧律敦治正式卸下立法局的職務，但在同年3月最後一次參與該局財政預算案辯論時，他仍不忘再一次大力鞭策港府施政，席上他直指港府缺乏領袖人才，並大膽建議設立副港督一職，在民間物色合適人選擔任，以成為重點栽培對象，惟有關意見未獲輿論的普遍支持。
為肯定他多年來在擔任社會公職和在慈善事務方面的表現，鄧律敦治在1957年和1964年分別獲英廷頒授OBE勳銜和CBE勳銜。1968年6月卸任立法局時，他除了獲得港督戴麟趾爵士致謝外，更獲英女皇伊利沙伯二世罕有地頒令恩准他終身使用立法局議員專享的「閣下」（The Honourable）名銜。1969年，他進一步獲母校香港大學頒授了榮譽法學博士學位，以資嘉許。

### 晚年生涯
鄧律敦治晚年花時間投放於自己的家族業務和慈善公益工作。1974年5月，他身體不適入住位於黃竹坑的葛量洪醫院，其後因病情惡化陷入昏迷，延至1974年7月28日上午11時05分病逝於葛量洪醫院，終年71歲。按照帕西人傳統，他的遺體旋於翌日下午3時45分安葬於跑馬地祆教墳場，親臨到場致祭者除了包括護督羅弼時、財政司夏鼎基、民政司黎敦義、社會事務司李福逑和醫務衛生署署長蔡永業醫生等多名政府高官、還有簡悅強爵士伉儷在內等多位兩局議員、以及何世禮將軍等官紳名流數百人，而律敦治療養院也有醫護人員百餘人前往致祭。
鄧律敦治身後，夏利萊和高賓·模漢（Obin Mohan）在內等多名香港主要印商，以及防癆會副主席胡兆熾等人，都對其逝世致以哀悼。當中，胡兆熾讚揚鄧律敦治雖然是帕西人，但卻「只視自己為香港社群的一份子」，而且「與香港華人維持極佳的關係」。胡兆熾還披露，鄧律敦治臨終前的其中一個遺願是希望把律敦治療養院遷離市區，惟有關願望未能達成。1974年年8月，護督羅弼時在立法局會議上再次對鄧律敦治致悼，讚揚他是一位「才智兼備的長者，面對任何困難都處之泰然」，並對他「樂於結交不同種族的人士」予以讚揚。
鄧律敦治逝世後，家族業務和慈善工作由姪女維拉·律敦治-荻茜和堂弟勞士·施羅孚等人主持。到1988年，家族後人正式結束洋酒貿易業務，以便把焦點投放到房地產業務。另一方面，隨著醫學倡明，加上肺結核病逐漸得到有效控制，肺結核病患者日益減少，鄧律敦治之父生前參與創立的香港防癆會（1967年改稱香港防癆及胸病協會）遂於1980年進一步改名為香港防癆心臟及胸病協會，以反映協會關注的範疇已進一步推廣至心臟病。至於律敦治療養院後來於1991年重建成為律敦治醫院，並擴充成為一所擁有600張病床的全科醫院；而葛量洪醫院則由原來的胸肺科醫院，到1980年代擴充成為一所心臟及胸肺科專科醫院。兩所醫院原本都是由防癆會打理，並且是由政府撥款的補助醫院，一直到1991年才正式交由由港府設立的醫院管理局營運，成為公立醫院。1999年，傅麗儀療養院重建成為傅麗儀護理安老院，但繼續由防癆會營辦。

## 個人生活

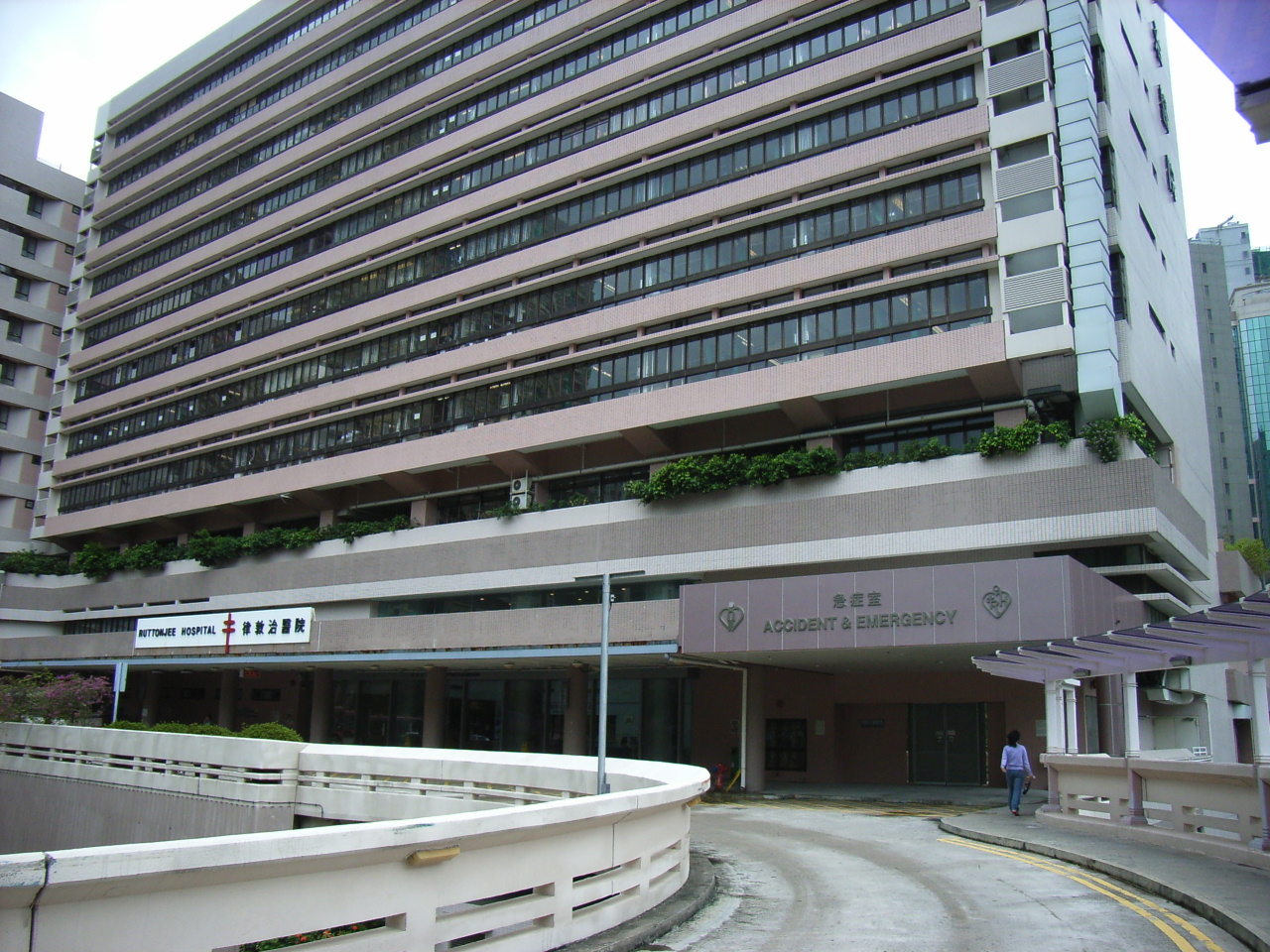
律敦治療養院於1991年重建成律敦治醫院（圖）

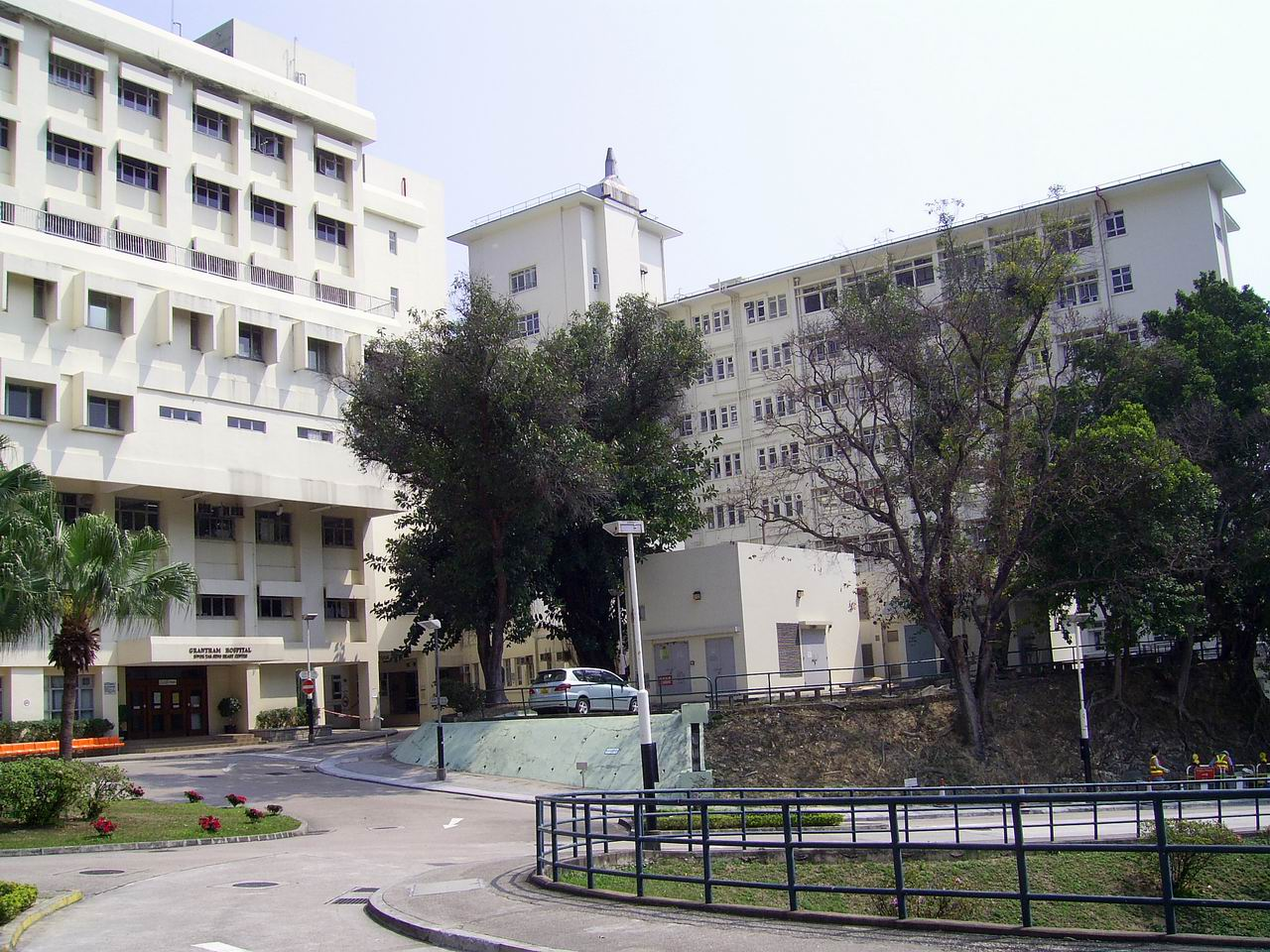
葛量洪醫院（圖）與律敦治醫院都在1991年交由由港府設立的醫院管理局營運

雖然帕西人傳統上不會跟外族通婚，但鄧律敦治的妻子安妮·律敦治（Anne Ruttonjee，1913年－2009年）卻是來自加拿大蒙特利爾的華人。安妮原名葉錦好（Yip Kum-ho，音譯），她與鄧律敦治在香港結識，並於1940年結婚，雖然兩人並無所出，但她在前一段婚姻育有一名女兒，並為鄧律敦治所收養，名為瑞蓮·律敦治（Shirley Ruttonjee）。鄧律敦治夫人曾於1954年擔任世界小姐香港區籌備委員會主席，後來於1973年12月24日獲港府奉委非官守太平紳士。鄧律敦治的養女瑞蓮·律敦治於1959年7月31日嫁給劉汝超醫生，兩人的婚禮在香港西半山般咸道的中華基督教會合一堂舉行，其後於九龍半島酒店舉行雞尾酒會招待親友，出席嘉賓包括時任港督柏立基爵士等官紳名流。
鄧律敦治熱愛體育，對足球、木球和游泳尤其喜歡。喜愛音樂的他還與聖約翰座堂風琴師及詩班長傅禮沙（Donald Fraser）和拔萃男書院校長葛賓等人合作，於1949年創辦首屆香港校際音樂節。此外，喜歡開懷大笑和風趣幽默的他，大約從1952年至1953年開始總愛在公開場合把一朵老虎蘭插在自己西裝胸前的口袋上，他曾解釋這是因為老虎蘭「溫和克制」的性格，正好與他恰恰相反；另一個理由是老虎蘭可以吸引別人的目光，那麼人們便不會注意到他的45吋腰圍。鄧律敦治生前也是香港鄉村俱樂部、宇宙會所和英皇御准香港賽馬會會員，並於1965年當選為馬會董事。

## 榮譽

### 殊勳
- 以下列出榮譽全稱及縮寫：^ 
  - 非官守太平紳士（J.P.） （1947年12月11日[96]）
  - 英帝國官佐勳章（O.B.E.） （1957年英女皇壽辰授勳名單[84]）
  - 英帝國司令勳章（C.B.E.） （1964年英女皇壽辰授勳名單[85]）
  - 閣下名銜（The Honourable） （1968年6月[13]）

### 榮譽學位
- 名譽法學博士
  - 香港大學 （1969年[13]）

## 注腳
1. 1 2 3 4 5 6 7 8 9 10 11 12 13  Shroff-Gander (2012), pp.376-377.
2. 1 2  關慧玲（2012年7月18日）
3. ↑  〈波打清釀〉（1906年2月27日）
4. 1 2 3 4 5 6 7 8 9 10 11 12  Shroff-Gander (2012), pp.377-378.
5. ↑  Starling (2006), p.230.
6. ↑  〈訃聞〉（1972年10月7日）
7. 1 2 3 4 5 6 7  "Hon. Dhun Ruttonjee" (1969)
8. ↑  "Desai-Ruttonjee" (7 February 1925)
9. ↑  "Rustom Eduljee Desai" (retrieved on 25 May 2015)
10. ↑  "Ruttonjee-Desai, Vera" (retrieved on 25 May 2015)
11. ↑  〈永遠懷念勞士施羅孚副會長BBS, MBE〉（造訪於2018年6月2日）
12. ↑  Growing with Hong Kong: The University and Its Graduates: the First 90 Years (2002), p.65.
13. 1 2 3 4 5 6 7 8 9 10 11  "72nd Congregation: The Hon Dhun Jehangir RUTTONJEE" (1969)
14. 1 2 3 4 5 6 7  〈前立法局議員慈善家鄧律敦治逝世，遺體今日下午安葬〉（1974年7月29日）
15. ↑  White (1994), p.57.
16. ↑  "Roll out the barrel" (25 August 2013)
17. ↑  〈鄧律敦治任大利董事長〉（1970年2月9日）
18. ↑  〈印商大利公司股票六十五萬股售罄，明天將上牌交易〉（1970年2月26日）
19. ↑  〈大利公司盈利二百四十萬元〉（1972年7月23日）
20. ↑  Lee (1966), p.274.
21. 1 2 3  〈印度商會及協會歡宴鄧律敦治〉（1964年7月31日）
22. ↑  〈港代表團今赴澳洲，參加商品展覽會〉（1959年2月21日）
23. ↑  〈貿易發展局努力下積極發展東非貿易，活動展覽車昨落成〉（1967年8月10日）
24. ↑  〈香港將參加德國時裝週〉（1968年9月28日）
25. ↑  〈周錫年爵士續任貿易發展局主席，鄧律敦治等續任委員〉（1968年10月5日）
26. ↑  《60周年紀念特刊》（2008年），頁46。
27. 1 2 3  《60周年紀念特刊》（2008年），頁49。
28. 1 2  《60周年紀念特刊》（2008年），頁56。
29. 1 2 3  《60周年紀念特刊》（2008年），頁53。
30. ↑  《60周年紀念特刊》（2008年），頁4。
31. ↑  〈防癆會今售旗籌款〉（1964年11月21日）
32. ↑  〈防癆會今日售旗〉（1966年11月26日）
33. 1 2  《60周年紀念特刊》（2008年），頁84。
34. ↑  〈鄧律敦治議員獲選為國際復康會委員〉（1966年10月23日）
35. ↑  〈鄧律敦治盼僱主助傷殘勞工就業〉（1968年9月8日）
36. ↑  〈鄧律敦治榮獲英聯邦榮譽獎〉（1967年11月17日）
37. ↑  〈公教人士痛悼鄧律敦治逝世〉（1974年8月6日）
38. ↑  〈郭贊、律敦治任衛生局議員〉（1950年5月27日）
39. 1 2  〈委出斐路及李福樹任建屋管理局委員，鄧律敦治任交通顧委會委員〉（1954年5月29日）
40. ↑  〈郭贊、鄧律敦治議員任期屆滿告退，市局主席致詞惜別〉（1957年3月6日）
41. 1 2 3  Debrett's Peerage, Baronetage, Knightage, and Companionage (1969), p.2958.
42. ↑   呂大樂（2000年），頁88。
43. ↑  〈立法局一議員出缺，鄧律敦治提名遞補〉（1953年2月25日）
44. ↑  〈非官守太平紳士立法議員，鄧律敦治當選〉（1956年3月17日）
45. ↑  〈鄧律敦治、馮秉芬、利銘澤、關祖堯任立法局非官議員〉（1959年6月25日）
46. 1 2 3 4  Official Report of Proceedings (26 June 1968), pp.314-315.
47. ↑  〈行政局首席非官議員羅理基氏離港渡假，鄧律敦治奉委暫代〉（1965年5月23日）
48. 1 2 3 4 5  "Prominent philanthropist dies at 71" (29 July 1974)
49. ↑  〈新樓租金要管制〉（1962年3月20日）
50. ↑  〈鄧律敦治檢討醫務工作，醫務情況大受指摘〉（1961年3月23日）
51. ↑  〈本港需要非註冊西醫〉（1966年7月1日）
52. ↑  〈三院酌量收費問題〉（1966年3月13日）
53. ↑  〈東華三院一旦收費，貧病居民苦上加苦〉（1966年3月15日）
54. ↑  White Paper on Education Policy (1965). pp. iii-iv of Appendix 2.
55. ↑  Sweeting (2004), p. 148.
56. ↑  White Paper on Education Policy (1965). p.86.
57. ↑  Sweeting (2004), p. 253.
58. ↑  〈鄧律敦治議員促請政府投資發展海塢舊址〉（1966年12月22日）
59. ↑  〈鄧律敦治建議開發大嶼〉（1967年3月16日）
60. ↑  〈是時候，認識金鐘〉（2014年10月2日）
61. ↑  〈離島：規劃原則及概念〉（2015年5月25日）
62. ↑  〈青馬大橋〉（造訪於2015年5月25日）
63. ↑  〈鄧律敦治將質詢海底隧道專利權〉（1966年8月10日）
64. ↑  〈隧道及橋樑〉（造訪於2015年5月25日）
65. 1 2  〈評鄧律敦治的政制改革建議〉（1965年3月15日）
66. 1 2  〈鄧律敦治表示有信心議員支薪辦法終會實現〉（1965年8月26日）
67. ↑  〈前立法局元老王霖慨嘆議員今不如昔〉（2014年2月11日）
68. ↑  〈鄧律敦治主張港府機關主管由本地人升任〉（1966年3月11日）
69. ↑  Goodstade (2012), pp.483-484.
70. ↑  〈公務員本地化列為港府政策〉（1978年4月14日）
71. 1 2 3  〈六七暴動40周年回顧：走過香港文革的歲月〉（2007年5月6日）
72. 1 2  《文化大革命志補卷一：赤禍香港》（造訪於2015年5月25日）
73. ↑  〈鄧律敦治表示嚴斥騷動分子影響社會大眾生活〉（1967年5月23日）
74. ↑  〈護督祁濟時慰問死傷警員之家屬〉（1967年7月9日）
75. ↑  〈鄧律敦治胡百富訪殉職家屬致哀〉（1967年7月10日）
76. ↑  〈鄧律敦治赴新界向巴警遺屬慰唁〉（1967年7月12日）
77. ↑  〈署理輔政司何禮文盛讚港人在暴亂中高度表現堅忍精神〉（1967年8月3日）
78. ↑  〈本港將設冤情大使，有權調閱政府檔案〉（1968年2月19日）
79. ↑  Official Report of Proceedings (20 July 1988), pp.1957-1958.
80. ↑  Tsang (2009), pp.79-81.
81. ↑  〈大事紀要〉（造訪於2015年5月25日）
82. ↑  〈對鄧律敦治議員批評，港督暫不表示意見〉（1968年3月15日）
83. ↑  〈鄧律敦治議員建議設副總督，多數社會領袖不表贊同〉（1968年4月12日）
84. 1 2  "Supplement to Issue 41089 （页面存档备份，存于）", London Gazette, 4 June 1957, p.3392.
85. 1 2  "Supplement to Issue 43343 （页面存档备份，存于）", London Gazette, 5 June 1964, p.4961.
86. 1 2 3  〈訃聞〉（1974年7月29日）
87. ↑  〈鄧律敦治昨安葬〉（1974年7月30日）
88. ↑  〈護督哀悼鄧律敦治〉（1974年8月1日）
89. 1 2  "Rusy M. Shroff: Global NRI for Dec. -'97" (1997)
90. ↑  Chu (2005), p.159.
91. 1 2  "Ruttonjee, Anne Dhun" (retrieved on 25 May 2015)
92. ↑  "Ruttonjee, Shirley" (retrieved on 25 May 2015)
93. ↑  〈本屆香港決定參加選世界小姐〉（1954年4月8日）
94. ↑  〈鄧律敦治女公子出閣〉（1959年8月1日）
95. ↑  〈馬會昨開同人大會，董事幾全部蟬聯，鄧律敦治補保亨〉（1965年9月29日）
96. ↑  Civil and Miscellaneous Lists, Hong Kong Government (1973), p.89.

### 英文資料
- "Desai-Ruttonjee", The China Mail, 7 February 1925, p.8.
- White Paper on Education Policy （页面存档备份，存于）. Hong Kong: S. Young, Government at the Government Press, April 1965.
- Official Report of Proceedings （页面存档备份，存于）. Hong Kong: Legislative Council, 26 June 1968.
- Lee, P.C., Hongkong Album. Hong Kong: P. C. Lee, 1966.
- "72nd Congregation: The Hon Dhun Jehangir RUTTONJEE （页面存档备份，存于）", The Honorary Graduates. Hong Kong: University of Hong Kong, 1969.
- Debrett's Peerage, Baronetage, Knightage, and Companionage. Kelly's Directories, 1969.
- "Hon. Dhun Ruttonjee （页面存档备份，存于）", Time to Remember [sound recording]. Hong Kong: RTHK, 1969.
- Civil and Miscellaneous Lists, Hong Kong Government. Hong Kong: Government Printer, 1973.
- "Prominent philanthropist dies at 71", The South China Morning Post, 29 July 1974, p.1.
- Official Report of Proceedings （页面存档备份，存于）. Hong Kong: Legislative Council, 20 July 1988.
- White, Barbara-Sue, Turbans and Traders: Hong Kong's Indian Communities. Hong Kong: Oxford University Press, 1994. ISBN 978-0-19585-287-5
- "Rusy M. Shroff: Global NRI for Dec. -'97", Global NRI, 1997.
- Growing with Hong Kong: The University and Its Graduates: the First 90 Years. Hong Kong: University of Hong Kong, 2002. ISBN 978-9-62209-613-4
- Sweeting, Anthony, Education In Hong Kong, 1941 to 2001: Visions and Revisions （页面存档备份，存于）. Hong Kong: Hong Kong University Press, 2004. ISBN 978-9-88220-113-2
- Chu, Yik-yi, Cindy, Foreign Communities in Hong Kong, 1840s-1950s （页面存档备份，存于）. New York: Palgrave Macmillan, 2005. ISBN 978-1-40398-055-7
- Starling, A. E., Plague, SARS and the Story of Medicine in Hong Kong （页面存档备份，存于）. Hong Kong: Hong Kong University Press, 2006. ISBN 978-9-62209-805-3
- Tsang, Steve, A Modern History of Hong Kong. Hong Kong: Hong Kong University Press, 2009. ISBN 978-9-62209-677-6
- Shroff-Gander, Sooni, "Ruttonjee, Dhun", Dictionary of Hong Kong Biography. Hong Kong: Hong Kong University Press, 2012. ISBN 978-9-88808-366-4
- Shroff-Gander, Sooni, "Ruttonjee, Jehangir Hormusjee", Dictionary of Hong Kong Biography. Hong Kong: Hong Kong University Press, 2012. ISBN 978-9-88808-366-4
- Goodstade, Leo E., "Youde, Sir Edward", Dictionary of Hong Kong Biography. Hong Kong: Hong Kong University Press, 2012. ISBN 978-9-88808-366-4
- "Roll out the barrel （页面存档备份，存于）", Post Magazine, 25 August 2013.
- "Ruttonjee, Anne Dhun （页面存档备份，存于）", Webb-site Who's Who, retrieved on 25 May 2015.
- "Ruttonjee, Shirley （页面存档备份，存于）", Webb-site Who's Who, retrieved on 25 May 2015.
- "Ruttonjee-Desai, Vera （页面存档备份，存于）", Webb-site Who's Who, retrieved on 25 May 2015.
- "Rustom Eduljee Desai （页面存档备份，存于）", Find A Grave, retrieved on 25 May 2015.

### 中文資料
- 〈波打清釀〉，《香港華字日報》第三頁，1906年2月27日。
- 〈郭贊、律敦治任衛生局議員〉，《香港工商日報》第五頁，1950年5月27日。
- 〈立法局一議員出缺，鄧律敦治提名遞補〉，《香港工商日報》第八頁，1953年2月25日。
- 〈本屆香港決定參加選世界小姐〉，《香港工商日報》第五頁，1954年4月8日。
- 〈委出斐路及李福樹任建屋管理局委員，鄧律敦治任交通顧委會委員〉，《香港工商日報》第六頁，1954年5月29日。
- 〈非官守太平紳士立法議員，鄧律敦治當選〉，《香港工商日報》第五頁，1956年3月17日。
- 〈郭贊、鄧律敦治議員任期屆滿告退，市局主席致詞惜別〉，《香港工商日報》第七頁，1957年3月6日。
- 〈港代表團今赴澳洲，參加商品展覽會〉，《香港工商日報》第五頁，1959年2月21日。
- 〈鄧律敦治、馮秉芬、利銘澤、關祖堯任立法局非官議員〉，《香港工商日報》第五頁，1959年6月25日。
- 〈鄧律敦治女公子出閣〉，《香港工商日報》第五頁，1959年8月1日。
- 〈鄧律敦治檢討醫務工作，醫務情況大受指摘〉，《香港工商日報》第五頁，1961年3月23日。
- 〈新樓租金要管制〉，《大公報》第一張第四版，1962年3月20日。
- 〈印度商會及協會歡宴鄧律敦治〉，《華僑日報》第三張第四頁，1964年7月31日。
- 〈防癆會今售旗籌款〉，《香港工商日報》第六頁，1964年11月21日。
- 〈評鄧律敦治的政制改革建議〉，《華僑日報》第一張第二頁，1965年3月15日。
- 〈行政局首席非官議員羅理基氏離港渡假，鄧律敦治奉委暫代〉，《華僑日報》第二張第一頁，1965年5月23日。
- 〈鄧律敦治表示有信心議員支薪辦法終會實現〉，《香港工商日報》第四頁，1965年8月26日。
- 〈馬會昨開同人大會，董事幾全部蟬聯，鄧律敦治補保亨〉，《華僑日報》第二張第四頁，1965年9月29日。
- 〈鄧律敦治主張港府機關主管由本地人升任〉，《香港工商日報》第五頁，1966年3月11日。
- 〈三院酌量收費問題〉，《華僑日報》第二張第一頁，1966年3月13日。
- 〈東華三院一旦收費，貧病居民苦上加苦〉，《大公報》第二張第七版，1966年3月15日。
- 〈本港需要非註冊西醫〉，《華僑日報》第二張第三頁，1966年7月1日。
- 〈鄧律敦治將質詢海底隧道專利權〉，《香港工商日報》第四頁，1966年8月10日。
- 〈鄧律敦治議員獲選為國際復康會委員〉，《華僑日報》第二張第一頁，1966年10月23日。
- 〈防癆會今日售旗〉，《華僑日報》第三張第一頁，1966年11月26日。
- 〈鄧律敦治議員促請政府投資發展海塢舊址〉，《香港工商日報》第五頁，1966年12月22日。
- 〈鄧律敦治建議開發大嶼〉，《華僑日報》第二張第一頁，1967年3月16日。
- 〈鄧律敦治表示嚴斥騷動分子影響社會大眾生活〉，《香港工商日報》第一頁，1967年5月23日。
- 〈護督祁濟時慰問死傷警員之家屬〉，《工商日報》第四頁，1967年7月9日。
- 〈鄧律敦治胡百富訪殉職家屬致哀〉，《華僑日報》第二張第三頁，1967年7月10日。
- 〈鄧律敦治赴新界向巴警遺屬慰唁〉，《華僑日報》第二張第四頁，1967年7月12日。
- 〈署理輔政司何禮文盛讚港人在暴亂中高度表現堅忍精神〉，《香港工商日報》第四頁，1967年8月3日。
- 〈貿易發展局努力下積極發展東非貿易，活動展覽車昨落成〉，《香港工商日報》第四頁，1967年8月3日。
- 〈鄧律敦治榮獲英聯邦榮譽獎〉，《香港工商日報》第六頁，1967年11月17日。
- 〈本港將設冤情大使，有權調閱政府檔案〉，《香港工商日報》第四頁，1968年2月19日。
- 〈對鄧律敦治議員批評，港督暫不表示意見〉，《香港工商日報》第四頁，1968年3月15日。
- 〈鄧律敦治議員建議設副總督，多數社會領袖不表贊同〉，《香港工商日報》第六頁，1968年4月12日。
- 〈鄧律敦治盼僱主助傷殘勞工就業〉，《香港工商日報》第五頁，1968年9月8日。
- 〈香港將參加德國時裝週〉，《香港工商日報》第六頁，1968年9月28日。
- 〈周錫年爵士續任貿易發展局主席，鄧律敦治等續任委員〉，《香港工商日報》第四頁，1968年10月5日。
- 〈鄧律敦治任大利董事長〉，《華僑日報》第三張第一頁，1970年2月9日。
- 〈印商大利公司股票六十五萬股售罄，明天將上牌交易〉，《香港工商日報》第七頁，1970年2月26日。
- 〈大利公司盈利二百四十萬元〉，《華僑日報》第二張第三頁，1972年7月23日。
- 〈訃聞〉，《華僑日報》第二張第二頁，1972年10月7日。
- 〈訃聞〉，《香港工商日報》第八頁，1974年7月29日。
- 〈前立法局議員慈善家鄧律敦治逝世，遺體今日下午安葬〉，《香港工商日報》第八頁，1974年7月29日。
- 〈鄧律敦治昨安葬〉，《香港工商日報》第七頁，1974年7月30日。
- 〈護督哀悼鄧律敦治〉，《香港工商日報》第七頁，1974年8月1日。
- 〈公教人士痛悼鄧律敦治逝世〉，《香港工商日報》第八頁，1974年8月6日。
- 〈公務員本地化列為港府政策〉，《華僑日報》第三張第三頁，1978年4月14日。
- 呂大樂，《山上之城：香港紅十字會的故事，1950-2000 （页面存档备份，存于）》。香港：香港大學出版社，2000年。ISBN 978-9-62209-528-1
- 〈六七暴動40周年回顧：走過香港文革的歲月 （页面存档备份，存于）〉，《蘋果日報》，2007年5月6日。
- 《60周年紀念特刊》。香港：香港防癆心臟及胸病協會，2008年。
- 關慧玲，〈律敦治與拜火教 （页面存档备份，存于）〉，《東周刊》464期，2012年7月18日。
- 〈前立法局元老王霖慨嘆議員今不如昔〉，《成報》，2014年2月11日。
- 〈是時候，認識金鐘 （页面存档备份，存于）〉，《蘋果日報》，2014年10月2日。
- 〈隧道及橋樑 （页面存档备份，存于）〉。香港：運輸署，造訪於2015年5月25日。
- 〈離島：規劃原則及概念 （页面存档备份，存于）〉。香港：規劃署，造訪於2015年5月25日。
- 〈青馬大橋 （页面存档备份，存于）〉。香港：路政署，造訪於2015年5月25日。
- 《文化大革命志補卷一：赤禍香港》。延陵科學綜合室，造訪於2015年5月25日。
- 〈大事紀要〉。香港：申訴專員公署，造訪於2015年5月25日。
- 〈永遠懷念勞士施羅孚副會長BBS, MBE （页面存档备份，存于）〉。香港：香港防癆心臟及胸病協會，造訪於2018年6月2日。

## 外部連結
- 香港防癆心臟及胸病協會 （页面存档备份，存于）
- 律敦治醫院 （页面存档备份，存于）
- 香港電台鄧律敦治閣下專訪 （页面存档备份，存于）（1969年）
- 香港大學讚詞 （页面存档备份，存于）（1969年）
- ROYAL ASIATIC SOCIETY HONG KONG BRANCH NEWSLETTER（2003年12月20日）

| 官衔                  | 官衔                                   | 官衔                          |
| --------------------- | -------------------------------------- | ----------------------------- |
| 前任： 郭贊議員       | 香港立法局首席非官守議員 1962年–1968年 | 繼任： 簡悅強議員             |
| 非組織職務            |                                        |                               |
| 前任： 賓臣           | 香港防癆會主席 1964年–1967年           | 繼任： 香港防癆及胸病協會會長 |
| 前任： 香港防癆會會長 | 香港防癆及胸病協會主席 1967年–1974年   | 繼任： 胡兆熾                 |